# 薬師寺村 (栃木県)
薬師寺村（やくしじむら）は栃木県の南部、河内郡に属していた村である。

## 地理
- 河川：田川

## 歴史
- 1889年（明治22年）4月1日 町村制施行により、薬師寺村、成田村、町田村、田中村、仁良川村、下文挟村、谷地賀村が合併し河内郡薬師寺村が成立する。
- 1955年（昭和30年）4月29日 吉田村と合併し南河内村となる。

## 教育
- 薬師寺村立薬師寺中学校
- 薬師寺村立薬師寺小学校
- 薬師寺村立薬師寺小学校 仁良川分校

現在、薬師寺小学校仁良川分校は廃校となったため存在しない。仁良川分校の跡地は仁良川コミュニティセンターとなっている。また、薬師寺中学校も河内郡吉田村との合併で南河内村となった後、同村内にあった吉田中学校と本校を統合し、南河内中学校となったため廃校となっている。薬師寺中学校は同村内の薬師寺小学校に隣接する場所にあった。

## 名所・旧跡
- 下野薬師寺跡